# إنعام بيوض بشير
إنعام بيوض هي كاتبة وشاعرة وفنانة تشكيلية ومترجمة وروائية جزائرية، اشتغلت بتدريس الترجمة بشقيها التحريري والشفوي في الجامعات الجزائرية، وأنجزت عدة ترجمات لأبرز الكتاب الجزائريين، اختيرت عضواً في المجلس الاستشاري لتقرير المعرفة التابع لبرنامج الأمم المتحدة الإنمائي بالتعاون مع مؤسسة آل مكتوم (2009-2014)، وعضواً في المجلس الاستشاري لتقرير «آفاق التكامل الحضاري في الوطن العربي» التابع للجنة الأمم المتحدة «الإسكوا» (2009-2013)، تشغل منصب مدير عام المعهد العالي العربي للترجمة بالجزائر التابع لجامعة الدول العربية منذ إنشائه.
لها عدة إصدارات منها: «الترجمة الأدبية: مشاكل وحلول»، وروايتها:«السمك لا يبالي»، وديوانها «رسائل لم ترسل» (2003).

## التعليم
حصلت على بكلوريا العلوم التجريبية الجزائر في 1971، وفي سوريا دخلت كلية الهندسة المعمارية بجامعة دمشق في 1972، ومن ثم درست في المدرسة الوطنية للفنون الجميلة بالجزائر خلال الفترة (1973 – 1976)، وفي 1979 حصلت على ليسانس في الترجمة في تخصص «ترجمة فورية: عربية – إنكليزية – ألمانية» من جامعة الجزائر.

## مؤلفات
صدرت لها عدة أعمال منها:
- «السمك لا يبالي»، رواية، دار الفارابي، بيروت، 2003.[3]
- «الترجمة الأدبية: مشاكل وحلول»، دار الفارابي، بيروت، 2003.[4]
- «رسائل لم ترسل»، ديوان شعري، منشورات البرزخ، الجزائر، 2003.[5]
- «الانبهار: رواية»، تأليف: رشيد بوجدرة، ترجمة إنعام بيوض، منشورات الاختلاف، الجزائر، 2002.[6]
- «الظلم في العالم العربي والطريق إلى العدل»، تأليف إصلاح جاد وباقر سلمان وطاهر كنعان وإنعام بيوض، بيروت، 2016.[7]
- «زياني أنوار على التاريخ: حوار مع فرانسوا بويون»، تأليف حسين زياني، ترجمة إنعام بيوض، تقديم زكي بوزيد، نشر منشورات زكي بوزيد، الجزائر، 2004.[8]
- «بومهدي: فن الخزف في الجزائر»، تأليف: عبد الكريم جيلالي، ترجمة إنعام بيوض، منشورات زكي بوزيد، الجزائر، 2005.[9]

مراجعات:
- «باب القنطرة»، تأليف نجية عبير، ترجمة آسيا علي موسى، مراجعة إنعام بيوض، منشورات ابيك، الجزائر، 2007.[10]